# جبال محيوة
جبال محيوه منطقة تتنوع فيها المظاهر الجغرافية من جبال ورمال وشعبان وهضاب توجد هضاب حمر في الشرق وهي عدة هضاب ويوجد خلفها تماما نفود محيوة وهذا النفود ولمرور وادي الرمة المشهور بجوارة. هذا المكان هو محيوة ويسميه أهل المنطقة (محيوات) ويقع عندها ديره اسمه محيوة بأسم المنطقة وهي للبدارين من بني عمرو

## التاريخ
1 - مْحَـيًــوة
بإسكان الميم فحاء مفتوحة فياء مشددة مكسورة فواو بعدها تاء مربوطة هكذا ينطق
باسمها الآن .
وهي هضبة حمراء واسمها القديم ( مُـحَـيّاة ) بضم الميم ثم حاء مفتوحة فياء مفتوحة مسددة
فألف ثم تاء مربوطة .
قال ياقوت . بصيغة اسم المفعول من حياه الله .
وقال لغدة : أسفل من أبان الأسود غير بعيد منه هضبة يقال لها ( محياة ) لبني أسد .
وقد وردت في شعر امرئ القيس قال .
عفا شطب من أهله فغرورُ
فموبولة إن الديار تدورُ
فجِـزع محياةٍ كأن لم تفم به
سلامة حولا كاملا وقذور
وقال الشيخ محمد بن بليهد : أما محياة ) فهو جبل منقطع من أبان في جهته الجنوبية ممايلي
مطلع الشمس , جبيل صغير يعرف بما يقرب من هذا الاسم إلى يومنا هذا , وذلك أنهم يقولون له ( محيوة ) .
وقال في موضع لآخر : المحياة : هضبة شاهقة إلى السماء شرقي أبان ، جنوبي النبهانية على ضفة وادي الرمة الجنوبية باقية بها الاسم إلى هذا العهد ، يقال لها ( محيوة ) ابدلت الألف واوا ، وهي معروفة في قديم الزمان وحديثه .

## موقع المكان
يقع المكان بين جبلين عظيمين هما أبان الاحمر وأبان الأسمر وهو إلى الأحمر أقرب ويبعد عن الرس
قرابة 65كلم (أنظر الخريطة)

## السكان
تقع في ديار بني عمرو وأهلها هم البدارين من بني عمرو من حرب

## الموقع الجغرافي
تقع غرب منطقة القصيم وتبعد عن مدينة بريدة 160 كم .وعن محافظة الرس 76 كم . وعن مدينة الشبيكية 85 كم .